# Сенная (Свердловская область)
Сенная — деревня в Свердловской области, входящая в муниципальное образование Артинский городской округ. Расположена в 20 км на юго-юго-восток от административного центра — посёлка городского типа Арти. Входит в состав Староартинского сельского совета.

## Население
По данным 2010 года, в деревне проживало 77 человек.